# Illizi
'
Illizi (en àrab: إيليزي) és una ciutat situada a la part sud-oriental d'Algèria, capital de la província d'Illizi. És una de les entrades al Parc Nacional de Tassili n'Ajjer, amb coves situades sota les sorres que contenen dibuixos prehistòrics que daten de 6.000 anys abans de Crist. Hi ha un hotel i dues zones de càmping, així com moltes agències de turisme locals.